# Церква святого Миколая Чудотворця (Луцьк)
Церква Свято́го Микола́я Чудотво́рця — православна церква в місті Луцьку.

## Історія

Хрещення дитини проводить в церкві отець Миколай

Церква збудована в 1991—1997 роках за проектом місцевого заслуженого архітектора України Андроша Бідзіля на кошти української діаспори.
Освячення відбулося 19 грудня 1999 року.
Поруч з церквою будується Кафедральний собор Успіння Пресвятої Богородиці (Луцьк).